# Кончини, Кончино
Кончи́но Кончи́ни (итал. Concino Concini; 23 ноября 1569, Флоренция — 24 апреля 1617, Париж) — итальянский авантюрист, фаворит французской королевы Марии Медичи, носивший титулы графа делла Пенна и маркиза д’Анкра. Он был самым влиятельным во Франции человеком в течение семи лет, последовавших за гибелью в 1610 года супруга Марии — Генриха IV.

## Биография
Сын флорентийского нотариуса, Кончини сопровождал Марию Медичи во Францию, где женился на её молочной сестре, Леоноре Дори Галигай. Благодаря влиянию Леоноры на королеву приобрёл у неё такое расположение, что король Генрих несколько раз грозил выслать его за пределы Франции.
Когда после убийства Генриха королева стала правительницей государства, Кончини был назначен первым камер-юнкером (1611) короля Людовика XIII, губернатором Амьена, маршалом Франции (в 1613 году) и фактически держал в своих руках бразды правления. Но своим властолюбием супруги Кончини вскоре вооружили против себя вельмож, а разными злоупотреблениями сделались ненавистными народу. Во главе недовольных стоял принц Конде, которого по навету Кончини поместили под арест.
Супруги Кончини сумели, однако, возбудить против себя враждебные чувства и в молодом короле Людовике XIII, к которому относились с пренебрежением. С ведома последнего самый близкий к нему человек, Шарль д’Альбер, устроил заговор против Кончини. Когда утром 24 апреля 1617 года маршал д’Анкр в сопровождении 50—60 лиц вошёл в Лувр, гвардейский капитан Витри убил его выстрелом на месте.
Тело похоронили втайне, но через несколько дней народ вырыл его, протащил по всему Парижу, разрубил на куски и бросил в пламя перед статуей Генриха IV. По некоторым сведениям, поджаренные останки маршала были съедены. Галигай разделила участь мужа: обвинённая в колдовстве, она была обезглавлена 8 июля 1617 года. После смерти супругов Кончини Париж захлестнула волна памфлетов, оправдывавших их убийство и порочивших их имена.

## Семья
- Супруга: Леонора Галигай (Дори) (1571—1617) — фаворитка и близкая подруга Марии Медичи. Была казнена.
  - Сын: Генрих Кончини (1603—1631) — избежал участи родителей, но был лишен дворянства и изгнан из Франции. Умер во Флоренции.
  - Дочь: Мария Кончини (1607—1617) — умерла до убийства отца в десятилетнем возрасте.

## Образ в кино
- 1938 — «Вернемся на Елисейские поля[фр.]» (Франция); Сильвио де Перрелли[фр.].
- 1960 — «Капитан» (Франция, Италия); Арнольдо Фоа.
- 1976 — «Убийство Кончино Кончини» (Франция); Жак Риспаль.
- 1977 — телесериал «Ришельё» (Франция); Жан-Пьер Бернар.
- 2001 — «Мушкетеры» (Франция, Великобритания); Адриан Лукис.